# Hrabstwo Montgomery (Kentucky)
Hrabstwo Montgomery – hrabstwo w USA, w stanie Kentucky. Według danych z 2010 roku hrabstwo zamieszkiwało 26499 osób. Siedzibą hrabstwa jest Mount Sterling.

## Miasta
- Camargo
- Jeffersonville
- Mount Sterling